# Asz-Szajch Makram
Asz-Szajch Makram – miejscowość w Egipcie, w muhafazie Sauhadż. W 2006 roku liczyła 13 357 mieszkańców.